# Joan Gerber
Joanelle Gerber, detta Joan (Michigan, 29 luglio 1935 – Los Angeles, 22 agosto 2011), è stata una doppiatrice statunitense.

## Filmografia parziale

### Doppiatrice
- DuckTales - Avventure di paperi (Duck Tales) (1987-1990)
- Zio Paperone alla ricerca della lampada perduta (DuckTales: The Movie - Treasure of the Lost Lamp) (1990)
- Ecco Pippo! (Goof Troop), 1 episodio (1993)

## Doppiatrici italiane
Come doppiatrice, è stata sostituita da:
- Germana Dominici in DuckTales - Avventure di paperi, Zio Paperone alla ricerca della lampada perduta
- Dhia Cristiani in La meravigliosa, stupenda storia di Carlotta e del porcellino Wilbur (Edith Zuckerman)
- Rosetta Calavetta in La meravigliosa, stupenda avventura di Carlotta e del porcellino Wilbur (signora Fussy)